# 湛江日报
《湛江日报》（英語：Zhanjiang Daily），是中共湛江市委机关报。

## 简要
《湛江日报》的前身是人民解放军粤桂边区纵队创办、粤桂边区人民报社出版的《人民报》，最初名为《大反攻》。
- 1948年12月25日创刊。
- 2004年10月有12版周期七刊。
- 湛江日报为12版，周六、周日为8版。
- 湛江日报社编辑出版《湛江日报》[1]

## 版面栏目
- 要闻
- 时评
- 社会
- 关注
- 经济/证券
- 湛江市职业教育名校招生解读
- 教育·校园
- 国内
- 国际
- 娱乐
- 广告
- 民生
- 文化
- 通信
- 家电
- 中职教育
- 经济
- 时事
- 娱乐
- 体育
- 专题
- 社会·福彩
- 寰宇
- 车周刊
- 车道
- 经济/证券
- 健康
- 关注
- 时事
- 专版